# Kurt Georg Knotzinger

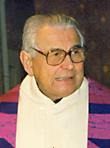
Kurt Knotzinger (um 1990)

Kurt Georg Knotzinger (* 31. Januar 1928 in Wien; † 7. März 2010 ebenda) war ein österreichischer römisch-katholischer Priester, Lehrer und Kirchenmusiker.

## Leben
Kurt Knotzinger wurde nach dem Theologiestudium am 29. Juni 1953 durch Kardinal Innitzer im Stephansdom zum Priester geweiht. Bis 1965 wirkte er als Kaplan und Pfarrer in Gerasdorf bei Wien. In dieser Zeit beendete er seine Dissertation über ein Thema der mystischen Bibelauslegung und wurde 1961 zum Dr. theol. promoviert. 1966 wurde er zum Spiritual am Knabenseminar Sachsenbrunn, einem bischöflichen Gymnasium mit Konvikt, ernannt. Bis 1987 unterrichtete er dort Religion und Musik, nachdem er in der Anfangszeit sein Studium an der Akademie für Musik und darstellende Kunst Wien abgeschlossen hatte. In Sachsenbrunn leitete er auch den Gymnasialchor und führte ihn auf ein hohes Niveau mit europaweiten Konzertreisen. Zugleich begann er kompositorisch tätig zu werden und schuf Werke für die Liturgie, darunter mehrere Messen. Von 1981 bis 1989 war er Präsident der österreichischen Sektion von Pueri Cantores. 
Bereits in den 1980er Jahren entdeckte Knotzinger Medjugorje und setzte sich seitdem mit Pilgerfahrten und mündlichen und publizistischen Zeugnissen für die Anerkennung dieses Marienwallfahrtsorts ein. 1987 wechselte er von Sachsenbrunn nach Wien und wurde Pfarrer der Muttergotteskirche im 3. Wiener Gemeindebezirk (bis 1998), im selben Jahr auch Präsident des Marianischen Lourdeskomitees (bis 1995). Als Emeritus übernahm er die Aufgabe des Spirituals für den Wiener Konvent der Barmherzigen Brüder und engagierte sich in der Krankenhausseelsorge. Knotzinger wurde am Wiener Zentralfriedhof bestattet.

## Ehrungen
Kurt Knotzinger war Träger des Goldenen Ehrenzeichens des Landes Niederösterreich. Sein Begräbnis war Anlass für sehr persönliche Danksagungen früherer Schüler und Gemeindemitglieder.